# クルサード (ポルトガルの貨幣)
クルサード (ポルトガル語: Cruzado) は、 16世紀から19世紀にかけて流通していたポルトガルの金貨および銀貨の名称である。   

## 歴史
中世ヨーロッパでは金は銀よりもかなり希少であったため、金貨もわずかしか流通していなかった。ヨーロッパの金の多くはサハラ砂漠より南のアフリカ大陸からの交易路でもたらされていた。
ポルトガルの海上進出によって15世紀初めからアフリカ沿岸を経由してインドへの海路の開拓が進められた結果、ポルトガルの首都リスボンはこの時代の金交易の中心地となった。現在のモーリタニアの西岸に位置するアルギン島の交易所で得られた大量の貴金属がポルトガルに流れ込んだ。このことでポルトガルは自らの金貨を鋳造し、それは広くヨーロッパ全域で用いられた。

### クルサード金貨

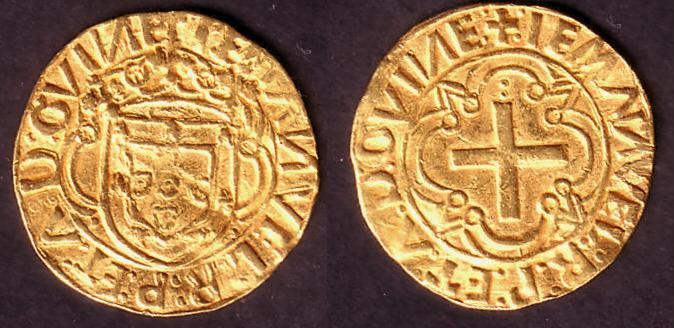
ポルトガル王のマヌエル1世（在：1495-1521）の時代に鋳造されたクルサード金貨

最初のクルサード金貨が鋳造されたのは国王アルフォンソ5世時代の1457年であり、名前の通り、裏面はシンプルな十字(cruz)をあしらっている。金の含有率は1000分の989であり、これは当時のイタリア半島諸国で鋳造されて国際的に流通していたドゥカート金貨との競争を意識した物だった。 
裏面の十字架は、 オスマン帝国に対する十字軍に加わり、 コンスタンティノープルを解放するという教皇カリストス3世の訴えに対する回答の一部だった。1458年の教皇の死によって軍事計画は放棄された。 
アルギン島からポルトガルに流れる金に裏打ちされた通貨は、80年以上にわたってポルトガルの主要な商業通貨となり、 キリスト教世界だけでなくイスラム教世界でも受け入れられた。   
アフォンソ5世の治世では、クルサード金貨は253レアルの価値があった。 1472年には324レアルになった。1489年、ジョアン2世時代は380レアルの価値がありました。 1496年、マヌエル1世時代では、390レアル。 1517年は400レアルの価値があった。その鋳造は1555年に終わったが、安定した通貨として人気があったクルサード金貨はポルトガルイーザ(ドイツ語: Portugaleser)の名でドイツ（主にハンブルク造幣局）で模倣品が鋳造され、北ドイツやバルト海沿岸地域で流通していた。   

### クルサード銀貨

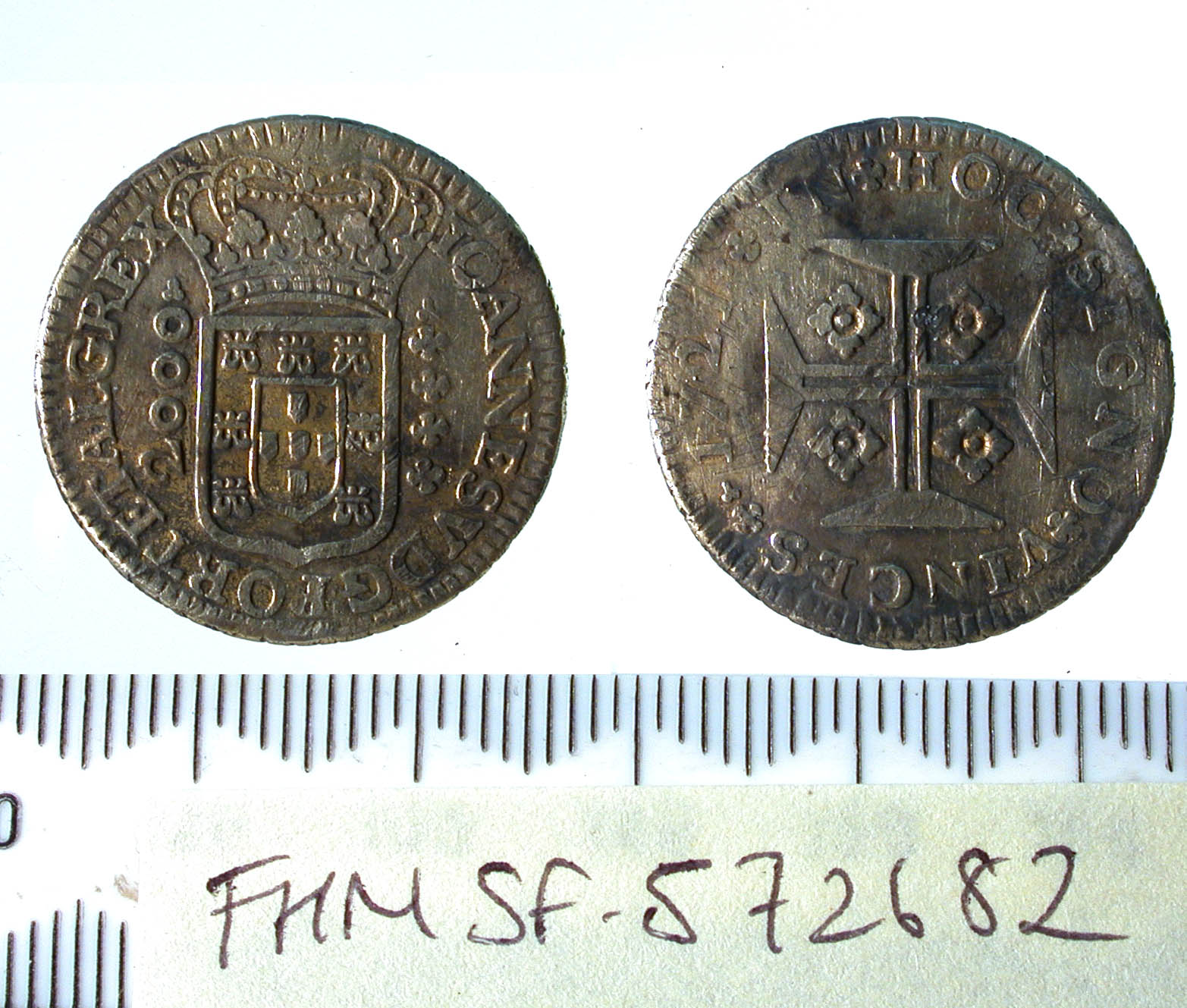
ジョアン5世時代のクルサード銀貨

スペインとの同君連合が続いていた1580年から1640年の間にポルトガルの国力は打撃を受け、リスボンは巨大商業都市としての地位を失っていた。 
ポルトガルの再独立によって即位した国王ジョアン4世は1642年にクルサード銀貨の鋳造を開始した。かつてのような金の流通に対する支配力も失っていたためである。その価値は400レアルと定められた。 
アフォンソ6世治下の、1663年 3月22日の法律により、銀貨の規格は改められ、重量が25％を削減された。  
新しい銀貨は重量は17.9グラム、直径は37mmで、表面にはポルトガルの国章をあしらい、その周囲に"ALPHONSVS VI.DG REX PORTVGALI“(神の恩寵によるポルトガル国王アルフォンソ6世)という銘が刻まれていた。裏面は十字をあしらい、銘は"IN HOC SIGNO VINCES"だった（「この印のもと、汝は勝利する」　コンスタンティヌス1世のラバルムに関する逸話に由来する文句）。 
ペドロ2世時代には金貨と銀貨の摩耗を回避するため、従来のハンマーによる成形にかわってより洗練された機械的な成形法が導入された。 1688年8月4日の法律により、その価値は480レアルに変更された。 
摂政ドン・ジョアン時代の1808年に製造されたコインは裏面の綴りが誤って"VINECS"となっていたことで知られている。   
ポルトガルでの10進メートル法の導入に伴い、通貨体系も整理されることになり、女王マリア2世治下の1835年、クルザードの造幣は停止された。     